# Перна, Артур
Артур Перна (эст. Artur Perna; 3 мая 1881, Приход Абья — 28 апреля 1940, Таллин) — эстонский архитектор.

## Биография
Начальное образование получил в Вильянди 1889/90 и в прогимназии Бормана-Хайне.
Окончил Юрьевское реальное училище (1902) и Рижский политехнический институт по специальности инженер-архитектор.
Практиковался в архитектурном бюро «Ф. Ф. Миритц и И. И. Герасимов» в Санкт-Петербурге (1910—1912), затем, 1912—1914, с Карлом Бурманом (старшим) в архитектурных бюро в Таллине. Занял в 1913 и 1914 году, с Карлом Бурманом, первое место во Всероссийском конкурсе по архитектуре.
Во время Первой мировой войны служил офицером в Галиции и Румынии на фронте, позже в Таллине в железнодорожном батальоне (1914—1919).
Был городским комиссаром в 1921 году в Таллине, Таллинском городском совете и помощником мэра с 1921 по 1922.
С 1922 года выступал в качестве архитектора.
Состоял членом корпорации Vironia.
Похоронен на кладбище Рахумяэ.

## Известные постройки

### Таллин
- Дом Егорова на Ратушной площади[3]
- Банковское здание на углу улицы Суур-Карья (д. 18) и Пярнуского шоссе[4]
- д. 22, Нарвское шоссе.
- д. 14, улица Мюйривахе
- здание TEKÜ на углу улиц Ратаскаэву и Пикк, д. 2 (1921—1923, ныне — здание Департамента охраны культурных ценностей)
- Школа № 21 (1923—1924, улица Рауа, д. 6)

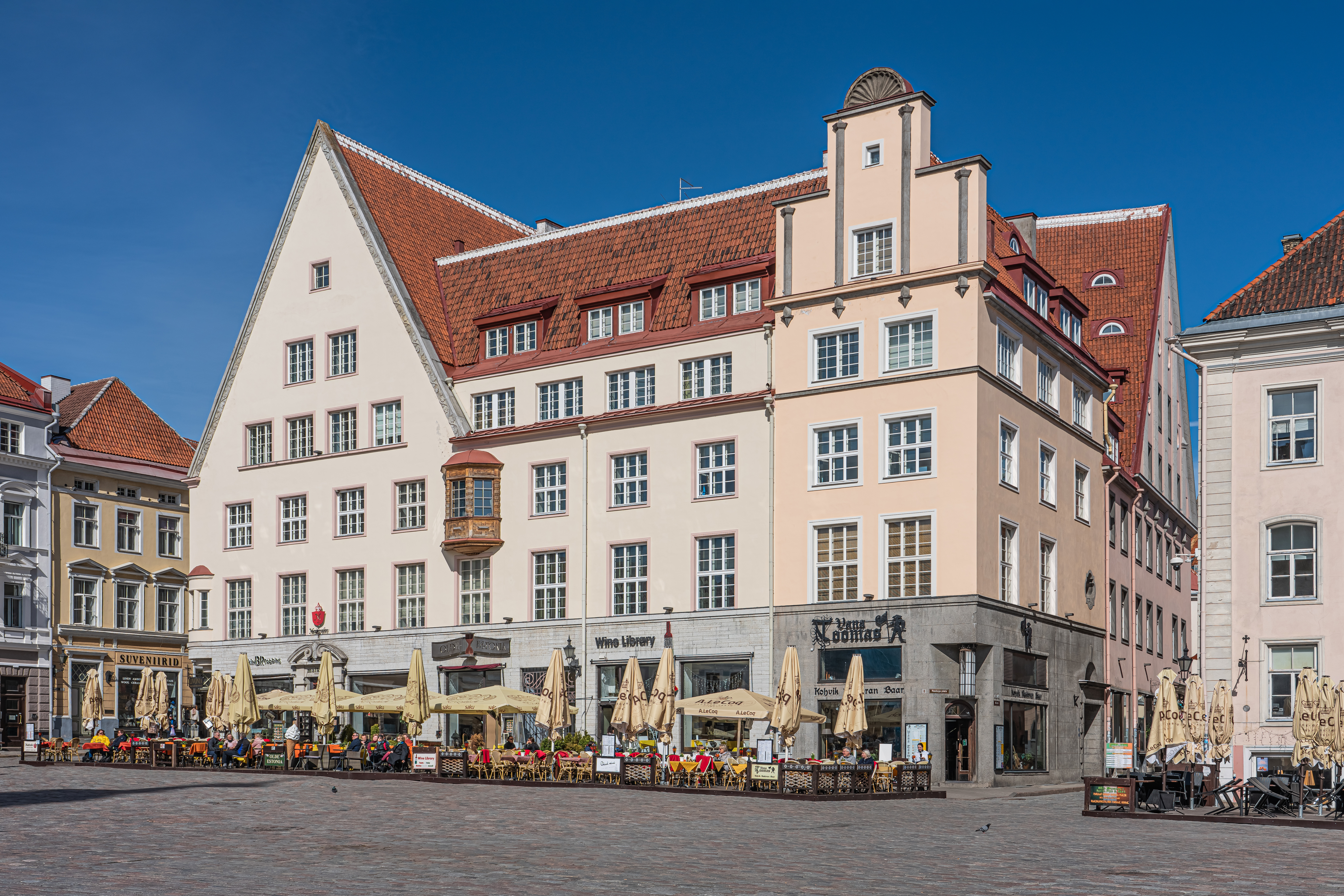
Таллин. Дом Егорова
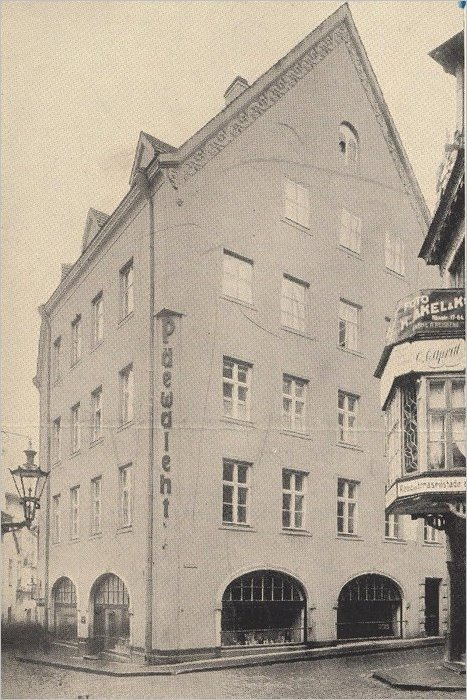
Таллин. TEKÜ
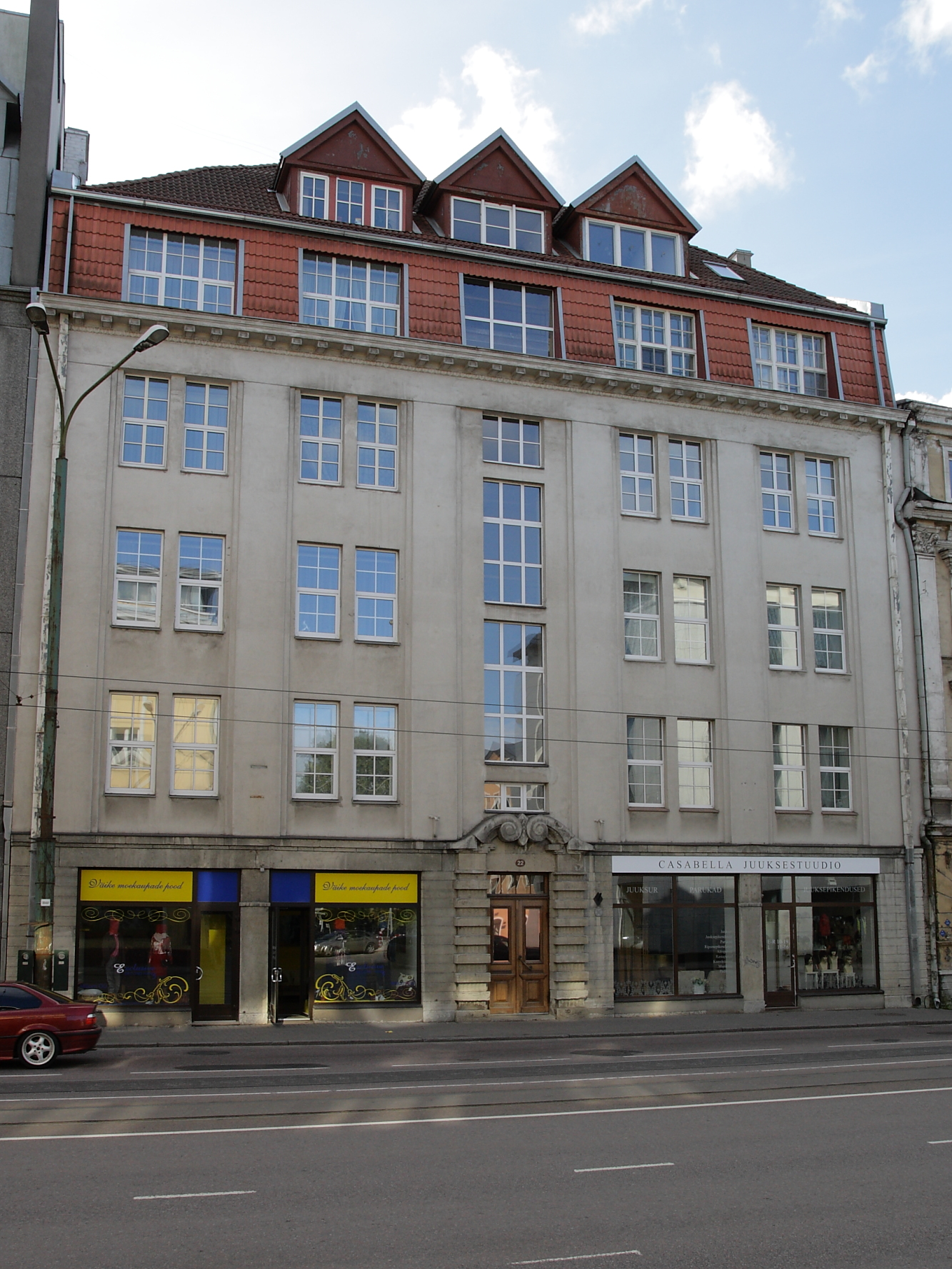
Нарвское ш., 22

### Другие регионы
- Жилой дом в Раквере (1915)[5]
- Дом в Вильянди (1909)
- Дом туриста в Нелиярве (1938)[6].

## Оценки коллег
Просто, без претензий, но вполне солидно выглядит дом, принадлежащий газете «Päevaleht». На фасаде нет ни одного излишнего украшения и никаких дешевых эффектов. Наружный облик соответствует содержанию. Через широкие окна видно, как внутри кипит газетная работа, бьется пульс жизни.— Александр Владовский